# 週刊エビス堂
『週刊エビス堂』（しゅうかんエビスどう）とは、2008年4月5日から2011年3月26日まで秋田放送で放送されていた情報バラエティ番組である。

## 概要
2008年3月まで同局で放送されていた夕方ワイド番組『ゆうドキっ!』の流れを汲んだ番組。当初から番組連動データ放送を行い、地上デジタル放送ではハイビジョンで放送されていた。
番組は2011年3月26日放送分をもって同タイトルでの放送を終了。同年4月1日からは金曜夕方枠で『エビス堂☆金』と題して放送されている。

## 放送時間
いずれも日本標準時。
- 土曜 9:29 - 10:30 （2008年4月5日 - 2008年5月3日）
- 土曜 9:25 - 10:30 （2008年5月10日 - 2011年3月26日）

## 出演者

### 司会
- 松村サトシ[1]（ - 2010年3月27日） - 初代男性司会者。
- 田村修 - 2代目男性司会者。「県民アンケートほうそうなの？」も担当。
- 酒井茉耶 - 女性司会者。「県民アンケートほうそうなの？」と著名人へのインタビューも担当。『エビス堂☆金』にも引き続き出演。

### リポーター
- 多可享子 - 「びゅう旅問屋」「諸国漫遊紀」を担当。
- 佐々木舞子 - 「探せエビス顔大賞」を担当。
- 清家康広 - 「情報キャッチャー」「おいしい中継」を担当。
- 椿田恵理子 - 「情報キャッチャー」「おいしい中継」「グルメタウン情報」を担当。

### その他の出演者
- 佐藤美知子（2008年度 - 2009年）
- 廣田裕司（2008年度 - 2009年）
- 尾崎朋美（2008年度 - 2009年3月）
- 椎名恵（ - 2010年3月27日）
- 石井綾子（2009年度 - 2010年12月25日）
- ガヤルダーハチ（2010年10月9日 - ） - 秋田犬をモチーフにしたローカルヒーロー。「生電話で1万円！キーワードクイズ」を担当。
- 上野ひまり（2010年11月20日 - ） - ハチの飼い主。

## スタッフ
- ディレクター：利部昭勇、氏家公一、太田朋考、佐藤郁子、高木一也、梅村康史
- チーフディレクター：長尾景一
- プロデューサー：三瓶晃司
- 協力：フォントワークス株式会社
- 製作著作：ABS秋田放送

## テーマ曲
オープニングテーマとジングルは共に番組オリジナル曲。エンディングテーマは秋田出身アーティストの曲が中心で、1か月ごとに変更していた。

## 企画
- 県民アンケートほうそうなの？（担当：田村修、酒井茉耶）
- 探せエビス顔大賞（担当：佐々木舞子） - 年末の放送では「探せエビス顔大賞年間グランプリ」を決めていた。
- びゅう旅問屋（担当：多可享子） - 遠征をすると諸国漫遊紀となる[要説明]。
- おいしい中継（担当：清家康広、椿田恵理子） - このコーナーの英語表記は元は "oh!ishii Live" だったが、石井綾子の卒業を機に "oishiiLive" に変更された。
- 情報キャッチャー（担当：酒井茉耶、清家康広、椿田恵理子、佐々木舞子）
- 生電話で1万円！キーワードクイズ - 5コール以内に電話に出ないと[誰が?]無効となる。
- エビス堂シネマ情報 - 司会の酒井茉耶はこのコーナーでNGを出すことがあり、2010年3月21日放送の『ミヤネVS美男美女アナ NGハプニング感謝祭』でその模様が放送された。
- 週末おでかけ中継（担当：尾崎朋美）
- 勉強になりますっ！（担当：廣田裕司、佐藤美知子）
- グルメタウン情報
- エビトレ
- 週刊エビス堂的今年の10大ニュース（担当：田村修、酒井茉耶）
- 4週連続企画スマートリップ（担当：田村修）

## インターネット上での展開
エビスドーガ
番組の生放送後に出演者たちが行っていたトークの動画。毎週月曜日に番組公式サイトで配信されていた。基本的にスタジオ出演者が参加していたが、ゲストが参加することもあった。また、中継担当者が秋田市内など秋田放送本社の近隣にいた場合、収録に間に合えば彼らも途中参加することがあった。動画の長さは2分から10分程度と、回によってまちまちだった。
携帯サイト
すべての番組情報を無料で提供していた。着メロや待ち受け画面も無料でダウンロードすることができた。
Twitter
番組公式Twitterには、出演者やスタッフによるつぶやきが掲載されていた。番組の終了後、同アカウントはそのまま後継番組『エビス堂☆金』のアカウントとして使われている。